# 미도드린
미도드린(midodrine)은 혈압을 높이는 승압제, 항저혈압제이다. 미도드린은 1996년 미국 식품의약국(FDA)에서 자율신경실조증과 기립성 저혈압 치료제로 승인되었다. 2010년 8월 FDA는 제조업체인 Shire plc가 약물이 시장에 출시된 후 필요한 시판후조사를 완료하지 못했기 때문에 이 승인을 철회할 것을 제안했다. 2010년 9월 FDA는 시장에서 미도드린을 제거하기로 한 결정을 번복하고 환자가 계속 사용할 수 있도록 허용했으며, Shire plc는 약물의 효능과 안전성에 관한 추가 데이터를 수집했다. Shire는 2011년 9월 22일에 미도드린 공급을 완전히 중단하고 약물의 공급은 여러 카피약에 맡긴다고 발표했다.

## 의료 목적 사용
미도드린은 증상이 나타난 기립성 저혈압의 치료에 사용된다. 어지럼증과 실신을 약 1/3 정도 감소시킬 수 있지만 문제가 되는 닭살, 가려움, 위장 장애, 오한, 누웠을 때의 혈압 상승, 요폐로 인해 사용이 제한될 수 있다. 저혈압 환자를 대상으로 한 미도드린이나 드록시도파의 임상 시험에 대한 메타분석에 따르면 미도드린은 드록시도파보다 서 있을 때 혈압을 증가시켰지만, 미도드린은 드록시도파와 다르게 누워 있을 때 고혈압의 위험을 증가시키는 것으로 나타났다. 소규모 연구에서도 미도드린을 사용하여 투석이 필요한 사람들의 혈압이 과도하게 내려가는 것을 예방할 수 있다고 밝혀졌다.
미도드린은 간경화증의 합병증에 사용되었다. 또한 간콩팥증후군에 옥트레오티드와 함께 사용된다. 추정되는 기전은 내장 혈관의 수축과 콩팥 혈관계의 확장이다. 연구는 미도드린의 명확한 작용을 보여주기에 충분히 잘 수행되지는 못했다.

## 금기 사항
미도드린은 심각한 기질성 심장 질환, 급성 콩팥 질환, 요폐, 크롬친화세포종, 갑상선 중독증이 있는 환자에게 사용해서는 안된다. 또한 앙와위(supine, 바로 누운 자세)에서 지속적이고 과도한 고혈압이 있는 환자에게 사용해서는 안된다.

## 부작용
두통, 머리에 드는 압박감과 꽉 찬 느낌, 혈관 확장과 얼굴 홍조, 두피 저림, 착란, 사고 이상, 구강 건조, 신경질, 불안, 발진 등이 있다.

## 약리학

### 작용 기전
미도드린은 활성 대사물질인 데스글리도미도드린을 형성하는 전구약물로서, 알파1 아드레날린 작용제이며 세동맥과 정맥 혈관계의 알파 아드레날린 수용체를 활성화시켜 혈관 긴장도를 증가시키고 혈압을 올린다. 데스글리미도드린은 심장의 베타 아드레날린 수용체를 자극하지 않는다. 또한 혈액뇌장벽을 통해 잘 확산되지 않으므로 중추신경계에 대한 영향도 없다.

데스글리미도드린 - 미도드린의 주요 대사물질

### 약동학
경구 투여 후 미도드린은 빠르게 흡수된다. 전구약물의 혈장 농도는 약 30분 후에 최고조에 달하고 약 25분의 반감기로 감소하지만 대사산물은 미도드린 투여 후 약 1-2시간 후에 최고 혈중 농도에 도달하고 반감기는 약 3~4시간이다. 미도드린의 절대 생체이용률(데스글리미도드린으로 측정)은 93%이다.

## 화학
미도드린은 무취의 백색 결정성 분말로 물에 용해되고 메탄올에는 거의 용해되지 않는다.

### 입체화학
미도드린은 입체중심이 있으며 두 개의 광학 이성질체로 구성되어 ( R )-형태와 ( S )-형태가 1:1로 존재하는 혼합물인 라세미 혼합물을 만든다.
| 미도드린의 광학 이성질체             | 미도드린의 광학 이성질체             |
| ------------------------------------ | ------------------------------------ |
| ( R )-미도드린 CAS 번호: 133163-25-4 | ( S )-미도드린 CAS 번호: 133267-39-7 |

### 합성
1,4-다이메톡시벤젠을 클로로아세틸 클로라이드로 아실화하면 클로로케톤(2)이 생성된다. 그런 다음 할로겐은 일련의 표준 과정에 의해 아민(3)으로 전환되고, 케톤은 수소화붕소(4)를 사용하여 알코올로 환원된다. 클로로아세틸 클로라이드를 사용한 이 마지막 중간체의 아미노 그룹의 아실화는 아마이드 5를 낸다. 그 다음 할로겐은 아자이드로 대체되고, 생성된 생성물 6은 촉매적으로 글리신아미드, 미도드린(7)으로 환원된다.

미도드린 합성. 참조